# Casa del Capitano (Martinengo)
La casa del Capitano si trova sul territorio di Martinengo, comune alle porte di Bergamo. L'edificio è stato abitato dal condottiero Bartolomeo Colleoni per questo conosciuta come casa del Capitano.

## Storia
Entrando nella località di Martinengo dall'antica porta Tombino, poi porta Garibaldi, è subito presente a destra l'imponente mole della casa turrita conosciuta come torre e casa del Capitano, presso l'antica strada che collegava con Bergamo e Soncino.
La torre, contrariamente a quanto si pensi, non è stata edificata dal condottiero Bartolomeo Colleoni, è stata edificata dai Visconti, signori di Milano, durante la loro dominazione sul territorio della bergamasca, per rafforzare le mura a difesa della cittadina. Non fu la sola torre costruita, ma risulta che furono ben sedici quelle che erano presenti lungo la cinta muraria. La torre, o casa, aveva funzione di avvistamento e controllo della porta stessa.
In prossimità del fabbricato vi era il “Fossato Communis” che fu modificato ampliandone il vallo da Bartolomeo Colleoni che lo aveva acquistato nel 1467 per questo conosciuto come “Vallo Colleonesco”. L'anno successivo il condottiero usò la struttura oltre che come rifugio e in parte destinato all'accoglienza di ammalati e pellegrini, anche come abitazione per sé, ma particolarmente per la moglie Tisbe Martinengo e le figlie mantenendone inalterata la struttura a torre merlata guelfa. Si narra che il condottiero vi avesse nascosto un tesoro che però non fu mai trovato. Il castello e la torre erano la parte che chiudeva il giro delle mura, la sola sopravvissuta.

## Descrizione
L'edificio dalla forma di torre, è costituito da muri in pietra e pietrame, con parti in laterizio. Culmina con la copertura del tetto ligneo a padiglione. Integra è la zona prossima al fossato con una bifora posta sulla corte interna.
La torre presenta aperture a arco e altre protette da inferriate, così come tracce di antiche aperture che indicano ristrutturazioni e modifiche eseguite durante i secoli.